# Musée Anne-de-Beaujeu
Le musée Anne-de-Beaujeu est un musée départemental d’art et d’histoire, installé depuis 1910 dans le pavillon Renaissance du palais des ducs de Bourbon à Moulins dans l’Allier, en région Auvergne-Rhône-Alpes. Il jouxte la maison Mantin, du nom du collectionneur Louis Mantin (1851-1905), reflet d'une habitation bourgeoise de la fin du XIXe siècle.

## Histoire
Le musée Anne-de-Beaujeu, propriété du conseil général de l'Allier, est le fruit de plusieurs héritages : celui des ducs de Bourbon d’abord, du testament du collectionneur Louis Mantin ensuite, des membres d’une société savante locale, la Société d'émulation du Bourbonnais, et enfin du don d’œuvres d’art. Il bénéficie également d’une politique d’acquisition des pouvoirs publics.

### Le musée et le château des ducs de Bourbon
Le musée porte le nom d'Anne de France (1461-1522), la fille de Louis XI devenue Anne de Beaujeu par son union avec le duc de Bourbon Pierre de Beaujeu. Le musée est installé sur le site du château des ducs de Bourbon, dans le pavillon dit « Anne de Beaujeu », depuis 1910. 
L’art jouait déjà un rôle politique à l’époque des ducs, et Anne de Beaujeu s'était entourée de sculpteurs, de peintres et d’architectes, en vue de faire de Moulins une ville digne d’accueillir la cour de France. Le pavillon est construit vers 1500 et ferme la grande cour du château médiéval élevé par Louis II de Bourbon ; il est un exemple précoce de l’architecture Renaissance en France.

### Historique du musée
Le premier musée de Moulins, comme dans de nombreuses villes, voit le jour lors de la Révolution française et est constitué à partir des confiscations révolutionnaires. Le district de Moulins nomme en 1795 un conservateur, Claude-Henri Dufour (1766-1845), qui regroupe les collections devenues bien public dans la chapelle du couvent de la Visitation. Quelques années plus tard, ce premier musée ferme ses portes et ses collections sont progressivement remises au clergé.

#### Le musée municipal
Le 7 mai 1842, un musée de la Ville est créé par délibération du conseil municipal. Quelques toiles appartenant à la Ville au moment de la Révolution ainsi que des dons et des achats forment l’embryon de cette collection. Peu à peu, le musée se déploie dans toutes les salles de l’hôtel de ville. Les collections sont alors essentiellement composées de peintures et de médailles.
Fondée en 1845 par Edmond Tudot, la Société d'émulation du Bourbonnais se donne pour mission « de s’occuper activement de former une collection d’objets d’art [en donnant] avant tout la préférence à ceux qui auraient été découverts dans le département de l’Allier ». La collection s'enrichit à l’occasion de fouilles archéologiques sur la commune voisine Yzeure, et en 1861 un musée départemental est créé où la Société met en dépôt l’ensemble de ses collections. Ce musée est inauguré à Moulins en 1863 dans les bâtiments du palais de justice.

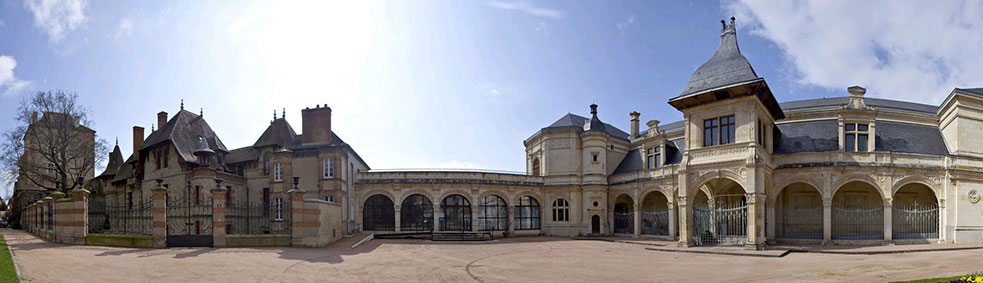
Vue panoramique de la façade du musée Anne-de-Beaujeu et de la Maison Mantin.

#### La contribution de Louis Mantin
Le musée Anne-de-Beaujeu dans sa configuration actuelle doit beaucoup à Louis Mantin. L'ancien sous-préfet se fait construire une villa adossée au château. Louis Mantin était aussi vice-président de la Société d'émulation du Bourbonnais de 1902 à 1904. Par son testament, il lègue sa maison, ses collections et une somme d’argent aux pouvoirs publics pour la fondation d’un musée rassemblant les deux collections, la sienne et celle du palais de justice, dans le pavillon Anne-de-Beaujeu. C’est grâce à cet apport que le nouveau musée ouvre ses portes le 5 juin 1910.

#### Le musée départemental
Depuis 2004, le musée Anne-de-Beaujeu, précédemment géré par un syndicat mixte représentant la ville de Moulins et le département de l’Allier, devient purement départemental. Le musée a reçu le label « Musée de France ».

## Les collections
Les collections du musée regroupent quelque 20 000 œuvres, objets d’art, trouvailles archéologique, pièces de monnaie et médailles, éléments d’éperonnerie, armes et un fonds d’histoire naturelle. Une partie seulement est présentée dans les salles d’exposition permanente.
Les fonds du musée se répartissent en cinq grandes thématiques.

### Archéologie
Le fonds archéologique représente plus de 60 % des collections du musée. Il est essentiellement issu de découvertes régionales du XIXe siècle. Constitué d’objets datant du paléolithique à l’époque gallo-romaine, la collection comporte des pièces remarquables :
- le mobilier lithique du site préhistorique éponyme de Châtelperron ;
- un dépôt de fondeur de l’Âge du Bronze découvert à La Ferté-Hauterive comportant notamment une remarquable ceinture à pendeloques ;
- un important ensemble de figurines gallo-romaines en terre cuite de l’Allier (deuxième collection après celle du musée des Antiquités nationales).

### Les Bourbons
Les ducs de Bourbon, notamment Pierre et Anne de Beaujeu, ont été de grands mécènes. Ils se sont entourés des meilleurs artistes de leur temps pour donner au duché des bâtiments dignes de son rang. Les grands chantiers qu’ils entreprirent sur l’ensemble de leur territoire attirèrent architectes, peintres, sculpteurs, vitraillistes. Un espace est donc consacré à cet art de la cour bourbonnaise. Il présente notamment :
- une tête de Vierge sous les traits de Suzanne de Bourbon du célèbre sculpteur Jean Guilhomet plus connu sous le nom de Jean de Chartres (début XVIe siècle) ;
- un panneau héraldique aux armes de Pierre et Anne de Beaujeu en bois polychrome (fin du XVe siècle) ;
- des fragments du tombeau de Louis II de Bourbon en marbre attribué à Jean de Cambrai (début du XVe siècle). Une galerie présente un ensemble de sculptures et peintures murales issues d’édifices religieux ou civils du Bourbonnais. Les plus anciennes statues présentées datent du XIIe siècle (Vierges à l’Enfant en bois polychrome) et les plus récentes sont du début du XVIe siècle (essentiellement des représentations de saints).

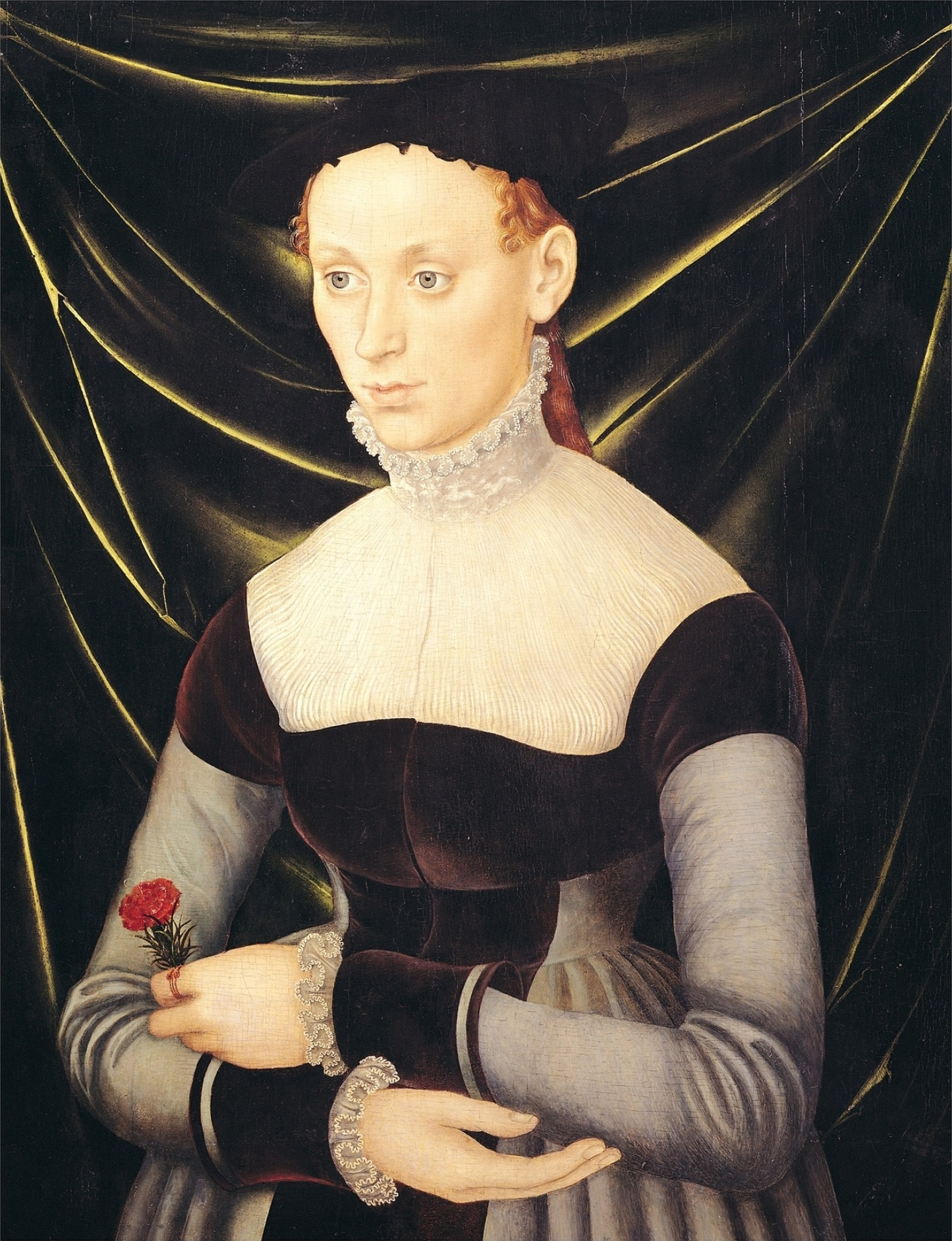
École de Lucas Cranach, Femme à l'œillet rouge (vers 1530).

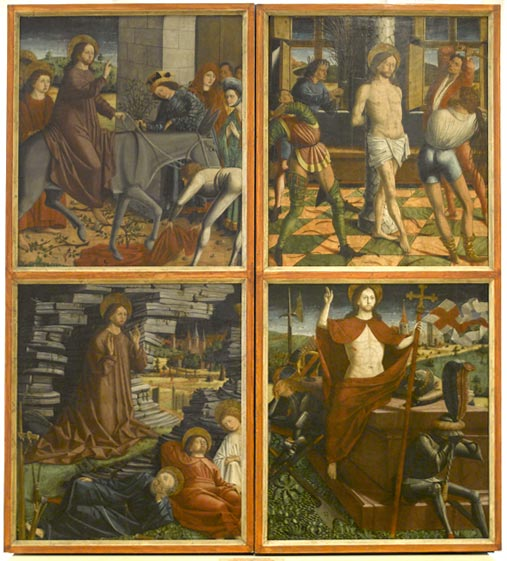
Retable de Saint-Étienne (panneaux extérieurs).

### Peintures germaniques et flamandes desXVeetXVIesiècles
Le musée possède une importante collection de peintures germaniques et flamandes : panneaux de retables, portraits, scènes bibliques.
- Retable de Saint-Étienne, Maître d’Uttenheim (vers 1465-1475) ; offert au musée par le maître de forges Louis Rambourg (1801-1893).
- Femme à l’œillet rouge, école de Lucas Cranach, huile sur bois (vers 1530) ;
- Retable de l’Adoration des mages, du Maître de Francfort, huile sur bois (début du XVIe siècle) ;
- Dalila coupant les cheveux de Samson, école allemande, Maître HB à la tête de griffon, huile sur bois (XVIe siècle)[7].

Certaines de ces œuvres, comme le tableau Dalila coupant les cheveux de Samson, sont en dépôt au musée au titre des MNR (Musées nationaux récupération). En 2017 a été rouverte une salle des retables qui présente ces œuvres dans un environnement adapté. Un catalogue des collections européennes du Moyen Âge et de la Renaissance a été édité.

### Arts décoratifs à Moulins auXVIIIesiècle
Moulins fut un centre faïencier de premier ordre au XVIIIe siècle. Les pièces exposées présentent les différents styles qui jalonnèrent cette production : décors populaires inspirés de la faïence de Nevers, style rocaille, chinoiseries. La coutellerie ne relevait pas à Moulins d’une industrie utilitaire mais d’un artisanat de luxe. Au XVIIIe siècle, Moulins comptait une cinquantaine de couteliers soumis aux règles des orfèvres. Ces couteaux précieux, en or, nacre et argent, sont présentés dans des étuis en galuchat ou en bois marqueté.

### Peinture et sculpture duXIXesiècle

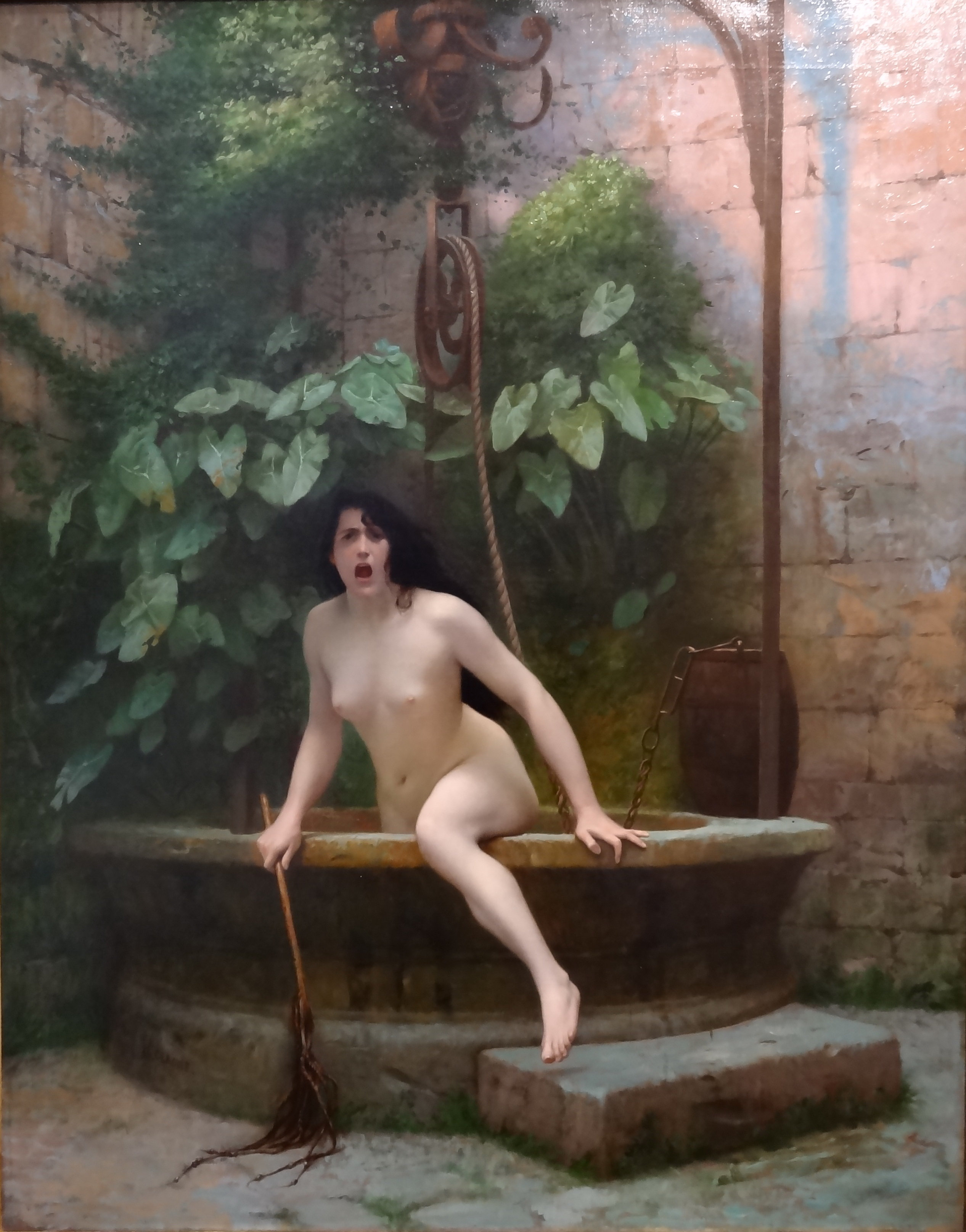
Jean-Léon Gérôme, La Vérité sortant du puits (1896).

La riche collection d’art de la seconde moitié du XIXe siècle du musée contient des œuvres de Jean-Léon Gérôme, Jean-Paul Laurens, Ernest Meissonier, Alexandre Cabanel, Georges-Antoine Rochegrosse, Jean-Jacques Henner. Acquises par le musée à une époque où l’art académique était décrié, elles abordent différents genres : la peinture d’histoire, le portrait, le paysage, etc. On y trouve notamment :
- La Vérité sortant du puits, Jean-Léon Gérôme, huile sur toile (1896) ;
- Le Matin de Castiglione, Ernest Meissonier, huile sur toile (1891) ;
- Les Hommes du Saint-Office, Jean-Paul Laurens, huile sur toile (1889) ;
- Salammbô, Georges-Antoine Rochegrosse, huile sur toile (1886).
- Le Bal des ardents, Georges-Antoine Rochegrosse, huile sur toile[11] (1889).
- Vénus au changement de Pâris, Émile Thomas, sculpture (1868) ; transfert de l'État.
- Adam et Ève, Fernand Pelez (1876) ; transfert de l'État.
- Portrait de femme, dite Juive à la fourrure, Marcellin Desboutin, huile sur toile (1882) ; transfert de l'État.